# EHF Champions League 2024-2025 (femminile)
L'EHF Champions League 2024-2025 è stata la 65ª edizione (la 32ª con questa denominazione) della Champions League, organizzata dalla EHF per squadre femminili di pallamano. Il torneo inizia il 7 settembre 2024 e si è conclusa il 1º giugno 2025 con la finale alla MVM Dome di Budapest, in Ungheria.
Il torneo è stato vinto per la settima volta, la seconda consecutiva, dalle ungheresi del Győri ETO KC, che in finale hanno superato le danesi dell'Odense.

## Formato
Al torneo prendono parte 16 squadre. La prima parte del torneo consiste in una fase a gironi e le 16 squadre partecipanti sono state divise in due gironi da 8 squadra ciascuno. Nei due gironi ciascuna squadra affronta le altre due volte in partite di andata e ritorno, per un totale di 14 giornate. Al termine della fase a gironi le prime due classificate di ciascun girone accedono direttamente ai quarti di finale, mentre le squadre classificate dal terzo al sesto posto accedono ai play-off per l'ammissione ai quarti. Le vincitrici dei quarti di finale accedono alla final four per l'assegnazione del titolo.

## Squadre partecipanti
La lista di accesso alla competizione fa riferimento a una classifica che tiene conto delle prestazioni dei club di ciascuna federazione nell'edizioni dell'EHF Champions League dalla 2020-21 a quella 2022-23.
Un totale di 19 squadre appartenenti a 9 diverse federazioni nazionali avevano fatto richiesta di partecipazione al torneo. Di queste squadre 9 avevano il posto assicurato per la partecipazione: le 8 squadre affiliate alle prime nove federazioni nel ranking della EHF, ad eccezione della Russia, e vincitrici dei rispettivi campionati nazionali, più il Nykøbing Falster perché la federazione danese aveva ricevuto un posto in più per aver ottenuto i migliori risultati nell'EHF European League negli ultimi tre anni. Il posto assegnato alla federazione russa è rimasto vacante a seguito della decisione del comitato esecutivo dell'EHF di escludere dalle competizioni per club le federazioni nazionali di Russia e Bielorussia.
Il 21 giugno 2024 il comitato esecutivo dell'EHF ha comunicato la lista delle 16 squadre ammesse alla competizione, e quindi la lista delle 7 squadre la cui richiesta di partecipazione era stata accettata. Venne respinta la richiesta di partecipazione delle tedesche del Borussia Dortmund, delle ungheresi del DVSC e delle norvegesi del Sola HK.
| Ammesse direttamente | Ammesse direttamente | Ammesse direttamente | Ammesse direttamente |
| -------------------- | -------------------- | -------------------- | -------------------- |
| Team Esbjerg         | Nykøbing Falster     | Metz                 | Ludwigsburg          |
| Ferencváros          | Budućnost Podgorica  | Vipers Kristiansand  | CSM Bucarest         |
| Krim                 |                      |                      |                      |
| Ammesse su invito    |                      |                      |                      |
| Podravka Koprivnica  | Odense               | Brest Bretagne       | Győri ETO KC         |
| Storhamar            | Rapid Bucarest       | Gloria Bistrița      |                      |

## Turni e sorteggi
| Turno            | Sorteggio      | Andata                                   | Ritorno                                  |
| ---------------- | -------------- | ---------------------------------------- | ---------------------------------------- |
| Fase a gironi    | 27 giugno 2024 | dal 7 settembre 2024 al 23 febbraio 2025 | dal 7 settembre 2024 al 23 febbraio 2025 |
| Play-off         | -              | 22-23 marzo 2025                         | 29-30 marzo 2025                         |
| Quarti di finale | -              | 19-20 aprile 2025                        | 26-27 aprile 2025                        |
| Final four       | -              | 31 maggio-1º giugno 2025 a Budapest      | 31 maggio-1º giugno 2025 a Budapest      |

## Fase a gironi
La composizione dei due gironi è stata sorteggiata il 27 giugno 2024 nella sede dell'EHF a Vienna, in Austria, con le 16 squadre partecipanti divise in quattro urne e col vincolo che squadre della stessa nazione non potevano essere inserite nello stesso girone; facevano eccezione le squadre danesi e rumene per le quali il limite era di due nello stesso girone.
Il 13 gennaio 2025 la squadra norvegese del Vipers Kristiansand ha dichiarato bancarotta e il conseguente ritiro dall'EHF Champions League. Il 16 gennaio successivo l'EHF Court of Handball ha stabilito che le rimanenti cinque partite, che il Vipers Kristiansand avrebbe giocato nella fase a gironi, sarebbero state date vinte a tavolino alle squadre avversarie.

### Girone A

#### Classifica
| Pos | Squadra             | Pt | G  | V  | N | P  | GF  | GS  | DG  |
| --- | ------------------- | -- | -- | -- | - | -- | --- | --- | --- |
| 1.  | Metz                | 27 | 14 | 13 | 1 | 0  | 413 | 361 | +52 |
| 2.  | Ferencváros         | 24 | 14 | 12 | 0 | 2  | 395 | 351 | +44 |
| 3.  | CSM Bucarest        | 18 | 14 | 9  | 0 | 5  | 414 | 383 | +31 |
| 4.  | Krim                | 13 | 14 | 6  | 1 | 7  | 390 | 404 | -14 |
| 5.  | Podravka Koprivnica | 11 | 14 | 5  | 1 | 8  | 383 | 392 | -9  |
| 6.  | Storhamar           | 8  | 14 | 3  | 2 | 9  | 351 | 377 | -26 |
| 7.  | Gloria Bistrița     | 6  | 14 | 3  | 0 | 11 | 378 | 410 | -32 |
| 8.  | Nykøbing Falster    | 5  | 14 | 1  | 3 | 10 | 372 | 418 | -46 |

#### Risultati
|                     | CSM   | FER   | GLO   | KRI   | MET   | NYK   | POD   | STO   |
| ------------------- | ----- | ----- | ----- | ----- | ----- | ----- | ----- | ----- |
| CSM Bucarest        | ––––  | 26-28 | 32-23 | 36-23 | 31-32 | 27-26 | 31-30 | 32-28 |
| Ferencváros         | 31-28 | ––––  | 32-28 | 28-26 | 23-26 | 31-22 | 33-24 | 26-25 |
| Gloria Bistrița     | 30-26 | 23-26 | ––––  | 30-35 | 28-34 | 37-29 | 25-29 | 31-28 |
| Krim                | 29-31 | 22-27 | 28-25 | ––––  | 25-34 | 35-25 | 30-29 | 25-23 |
| Metz                | 27-24 | 24-19 | 28-26 | 34-30 | ––––  | 30-22 | 35-31 | 24-20 |
| Nykøbing Falster    | 27-29 | 27-34 | 32-24 | 30-30 | 27-28 | ––––  | 28-31 | 28-33 |
| Podravka Koprivnica | 28-29 | 29-30 | 26-25 | 23-24 | 26-28 | 27-27 | ––––  | 25-24 |
| Storhamar           | 21-32 | 21-27 | 25-23 | 29-28 | 29-29 | 22-22 | 23-25 | –––-  |

### Girone B

#### Classifica
| Pos | Squadra             | Pt | G  | V  | N | P  | GF  | GS  | DG  |
| --- | ------------------- | -- | -- | -- | - | -- | --- | --- | --- |
| 1.  | Győri ETO KC        | 25 | 14 | 12 | 1 | 1  | 397 | 333 | +64 |
| 2.  | Team Esbjerg        | 21 | 14 | 10 | 1 | 3  | 414 | 360 | +54 |
| 3.  | Odense              | 20 | 14 | 10 | 0 | 4  | 434 | 376 | +58 |
| 4.  | Brest Bretagne      | 15 | 14 | 7  | 1 | 6  | 414 | 383 | +31 |
| 5.  | Ludwigsburg         | 13 | 14 | 6  | 1 | 7  | 391 | 411 | -20 |
| 6.  | Vipers Kristiansand | 7  | 14 | 3  | 1 | 10 | 245 | 296 | -51 |
| 7.  | Rapid Bucarest      | 6  | 14 | 2  | 2 | 10 | 350 | 412 | -62 |
| 8.  | Budućnost Podgorica | 5  | 14 | 1  | 3 | 10 | 324 | 398 | -74 |

#### Risultati
|                     | BRE   | BUD   | GYŐ   | LUD   | ODE   | RAP   | TEA   | VIP   |
| ------------------- | ----- | ----- | ----- | ----- | ----- | ----- | ----- | ----- |
| Brest Bretagne      | ––––  | 23-23 | 34-35 | 26-28 | 36-38 | 33-21 | 33-32 | 30-27 |
| Budućnost Podgorica | 22-35 | ––––  | 23-23 | 25-36 | 24-33 | 21-21 | 23-27 | 26-20 |
| Győri ETO           | 28-27 | 33-21 | ––––  | 32-19 | 28-35 | 31-20 | 28-26 | 27-22 |
| Ludwigsburg         | 26-33 | 26-18 | 26-31 | ––––  | 24-40 | 30-24 | 31-36 | 33-29 |
| Odense              | 36-33 | 31-29 | 32-34 | 28-22 | ––––  | 32-24 | 23-32 | 10-0  |
| Rapid Bucarest      | 31-34 | 32-27 | 25-28 | 29-37 | 25-42 | ––––  | 26-28 | 10-0  |
| Team Esbjerg        | 36-27 | 26-19 | 23-29 | 30-30 | 39-30 | 39-32 | ––––  | 30-29 |
| Vipers Kristiansand | 0-10  | 32-23 | 0-10  | 30-23 | 26-24 | 30-30 | 0-10  | –––-  |

## Fase a eliminazione diretta

### Play-off
Le gare di andata dei play-off si sono disputate il 22 e 23 marzo 2025, mentre le gare di ritorno il 29 e 30 marzo 2025.
| Squadra 1           | Totale  | Squadra 2      | Andata  | Ritorno |
| ------------------- | ------- | -------------- | ------- | ------- |
| Rapid Bucarest      | 46 - 62 | CSM Bucarest   | 24 - 34 | 22 - 28 |
| Storhamar           | 41 - 58 | Odense         | 20 - 33 | 21 - 25 |
| Ludwigsburg         | 54 - 47 | Krim           | 31 - 21 | 23 - 26 |
| Podravka Koprivnica | 54 - 61 | Brest Bretagne | 27 - 26 | 27 - 35 |

### Quarti di finale
Le gare di andata dei quarti di finale si sono disputate il 19 e 20 aprile 2025, mentre le gare di ritorno il 26 e 27 aprile 2025.
| Squadra 1      | Totale  | Squadra 2    | Andata  | Ritorno |
| -------------- | ------- | ------------ | ------- | ------- |
| Brest Bretagne | 58 - 62 | Metz         | 26 - 29 | 32 - 33 |
| Ludwigsburg    | 46 - 54 | Győri ETO KC | 24 - 25 | 22 - 29 |
| Odense         | 52 - 51 | Ferencváros  | 27 - 27 | 25 - 24 |
| CSM Bucarest   | 52 - 55 | Team Esbjerg | 30 - 29 | 22 - 26 |

### Final four
Gli accoppiamenti delle semifinali sono stati sorteggiati a Budapest il 28 aprile 2025.

#### Tabellone
|  | Semifinali   | Semifinali   | Semifinali |        |              | Finale          | Finale          | Finale          |  |
|  |              |              |            |        |              |                 |                 |                 |  |
|  | Győri ETO KC | Győri ETO KC | 29         |        |              |                 |                 |                 |  |
|  | Győri ETO KC | Győri ETO KC | 29         |        |              |                 |                 |                 |  |
|  | Team Esbjerg | Team Esbjerg | 28         |        |              |                 |                 |                 |  |
|  | Team Esbjerg | Team Esbjerg | 28         |        | Győri ETO KC | Győri ETO KC    | 29              |                 |  |
|  |              |              |            |        | Győri ETO KC | Győri ETO KC    | 29              |                 |  |
|  |              |              | Odense     | Odense | 27           |                 |                 |                 |  |
|  | Metz         | Metz         | Odense     | Odense | 27           | 29              |                 |                 |  |
|  | Metz         | Metz         |            |        |              | 29              |                 |                 |  |
|  | Odense (dts) | Odense (dts) | 31         |        |              | Finale 3º posto | Finale 3º posto | Finale 3º posto |  |
|  | Odense (dts) | Odense (dts) | 31         |        |              |                 |                 |                 |  |
|  |              |              |            |        |              |                 |                 |                 |  |
|  |              |              |            |        |              | Team Esbjerg    | Team Esbjerg    | 30              |  |
|  |              |              |            |        |              | Team Esbjerg    | Team Esbjerg    | 30              |  |
|  |              |              |            |        |              | Metz            | Metz            | 27              |  |

#### Semifinali
| Arbitro: | Barysas, Petrusis |

|            |           |           |
| Housheer 7 | Marcatori | Reistad 7 |

| Arbitro: | Lidacka, Lesiak |

|                |           |         |
| 4 giocatrici 5 | Marcatori | Deila 6 |

#### Finale 3º posto
| Arbitro: | Duplii, Pobedrina |

|           |           |           |
| Reistad 8 | Marcatori | Bouktit 6 |

#### Finale
| Arbitro: | Mata, López |

|                |           |           |
| 3 giocatrici 6 | Marcatori | Højlund 5 |

## Statistiche

### Classifica marcatrici
Fonte: sito EHF.
| Pos. | Nome                  | Squadra             | Reti |
| ---- | --------------------- | ------------------- | ---- |
| 1    | Henny Reistad         | Team Esbjerg        | 154  |
| 2    | Elizabeth Omoregie    | CSM Bucarest        | 109  |
| 3    | Sarah Bouktit         | Metz                | 107  |
| 4    | Cristina Neagu        | CSM Bucarest        | 101  |
| 5    | Ana Gros              | Krim                | 91   |
| 5    | Dione Housheer        | Győri ETO           | 91   |
| 7    | Clarisse Mairot       | Brest Bretagne      | 88   |
| 7    | Thale Rushfeldt Deila | Odense              | 88   |
| 9    | Matea Pletikosić      | Podravka Koprivnica | 86   |
| 10   | Anna Vjachireva       | Brest Bretagne      | 85   |